# Prepiella strigivenia
Prepiella strigivenia är en fjärilsart som beskrevs av George Francis Hampson 1900. Prepiella strigivenia ingår i släktet Prepiella och familjen björnspinnare. Inga underarter finns listade i Catalogue of Life.